# مايكل بيترسون
مايكل بيترسون (بالإنجليزية: Michael Peterson)‏ هو مغن مؤلف ومغني أمريكي، ولد في 7 أغسطس 1959.

## وصلات خارجية
- الموقع الرسمي
- مايكل بيترسون على موقع ميوزك برينز (الإنجليزية)
- مايكل بيترسون على موقع ديسكوغز (الإنجليزية)